# Юда (син Ізраїля)
Ю́да (івр. יְהוּדָה — Єгу́да «хвальте Єгову», вийшло від יָדָה — Яда́х «руки до неба») — 4-ий син Якова (Ізраїля) від Лії. Родоначальник покоління Юди утворившого плем'я Юдине народу Ізраїля.
З єврейської — «хвалити Єгову!». Його мати Лія сказала, коли народила: «Тим разом я буду хвалити Господа!», і тому назвала «Юда» (Бут. 29:35). Місце народження — Падан арамейський, де Яків працював на свого дядька і тестя Лавана — сина Бетуела. Юда також був онуком Ісаака і правнуком Авраама.

Символ племені Юди

Запропонував своїм браттям замість вбивства Йосипа, продаж його у рабство до ізмаїльтян (Бут. 37:26-27). Відомий історією зі своїм сином Онаном, ім'ям якого названий сексологічний термін онанізм (Буття 38).
Юда є прабатьком одного з 12 колін (племен) народу ізраїльського. Сучасні євреї України відносять себе до коліна Юди. Згодом після царювання Саула, Давида і Соломона на основі колін Юди, Веніяміна та Симеона було створена могутня держава — Юдейське царство (всі інші коліна об'єдналися у Ізраїльське царство).
Пророцтво батька Юди, Якова/Ізраїля перед своєю смертю: «Юда — лев молодий!», за поширенним поясненням, говорить про родинний зв'язок Ісуса Христа до Юди. Юда є прабатьком Давида, а Давид — Марії, матері Ісуса Христа (Лк. 3:23, Лк. 3:33-34).